# Thomas Finkenstaedt
Thomas Finkenstaedt (* 14. Juli 1930 in Planegg bei München; † 22. Januar 2017 in Lechbruck) war ein deutscher Anglist und Hochschullehrer.
Er studierte ab 1948 Germanistik, Anglistik und Geschichte an der Ludwig-Maximilians-Universität München (1952 Staatsexamen, 1955 Promotion, 1959 Habilitation). 1960 ao. Professor, 1961 o. Professor für Englische Philologie an der Universität des Saarlandes. Von 1970 bis 1972 war Finkenstaedt Präsident des Deutschen Hochschulverbands. 1972 wurde er als Ordinarius für Englische Sprachwissenschaft an die 1970 gegründete Universität Augsburg berufen, wo er bis zu seiner Pensionierung 1992 lehrte. Von 1973 bis 1976 bekleidete er zudem die Funktion des wissenschaftlichen Leiters des Bayerischen Staatsinstituts für Hochschulforschung.
Unter seinen Veröffentlichungen sind insbesondere die Arbeiten zum Studium und zur Geschichte des Faches Anglistik und seine biographischen Nachschlagewerke („Anglistenspiegel“) hervorzuheben. Sein wissenschaftlicher Nachlass befindet sich im Universitätsarchiv Augsburg.

## Veröffentlichungen (Auswahl)
- You and thou. Studien zur Anrede im Englischen; (Mit einem Exkurs über die Anrede im Deutschen) (= Quellen und Forschungen zur Sprach- und Kulturgeschichte der germanischen Völker, Bd. 134). De Gruyter, Berlin 1963.
- (mit Ernst Leisi und Dieter Wolff): A chronological English dictionary. Listing 80000 words in order of their earliest known occurence. Winter, Heidelberg 1970.
- (mit Dieter Wolff): Ordered profusion. Studies in dictionaries and the English lexicon. Winter, Heidelberg 1973, ISBN 3-533-02253-6.
- (Hrsg., mit Konrad Schröder): Reallexikon der englischen Fachdidaktik. Wissenschaftliche Buchgesellschaft, Darmstadt 1977, ISBN 3-534-06440-2.
- (mit Klaus H. Gradinger): Fachstudienführer Englische Philologie (Anglistik, Amerikanistik). Lexika-Verlag, Grafenau 1978, ISBN 3-88146-118-3.
- (mit Konrad Schröder): Englische Philologie. Anglistik und Amerikanistik; a survey of English studies; people, places, publications. Wildsteig 1983.
- Kleine Geschichte der Anglistik in Deutschland. Eine Einführung. Wissenschaftliche Buchgesellschaft, Darmstadt 1983, ISBN 3-534-08627-9.
- (Hrsg., mit Gertrud Scholtes): Towards a history of English studies in Europe (= Augsburger I&I-Schriften, Bd. 21). Universität Augsburg 1989, ISBN 3-923549-01-6.
- Neuer Anglistenspiegel. Biographische und bibliographische Angaben. Fünf Bände (= Augsburger I&I-Schriften, Bd. 26, 27, 44 und 45). Universität Augsburg 1983–1989.
- (Hrsg.): Studierfähigkeit konkret. Erwartungen und Ansprüche der Universität. Bock, Bad Honnef 1989, ISBN 3-87066-187-9.
- (mit Rita Stoll): Anglistenspiegel Österreich – Schweiz (= Augsburger I&I-Schriften, Bd. 31). Universität Augsburg 1984.
- (mit Rita Stoll): Dritter Spiegel der Anglisten. Biographische und bibliographische Angaben von 546 Professoren, Dozenten, Habilitanden (= Augsburger I&I-Schriften, Bd. 55–57). Universität Augsburg 1990.
- (mit Rita Stoll): Anglistenspiegel DDR. Biographische und bibliographische Angaben von Professoren, Dozenten, Habilitanden (= Augsburger I&I-Schriften, Bd. 58). Universität Augsburg 1990.
- (mit Gunta Haenicke): Anglistenlexikon 1825 - 1990. Biographische und bibliographische Angaben zu 318 Anglisten (= Augsburger I&I-Schriften, Bd. 64). Universität Augsburg 1992.
- (mit Alois Mayer): Anglistenregister 1825 - 1990. Verzeichnis von fast 5500 Anglisten alphabetisch und nach Universitäten geordnet (= Augsburger I&I-Schriften, Bd. 65). Universität Augsburg 1992.